# Arte en la Iglesia católica

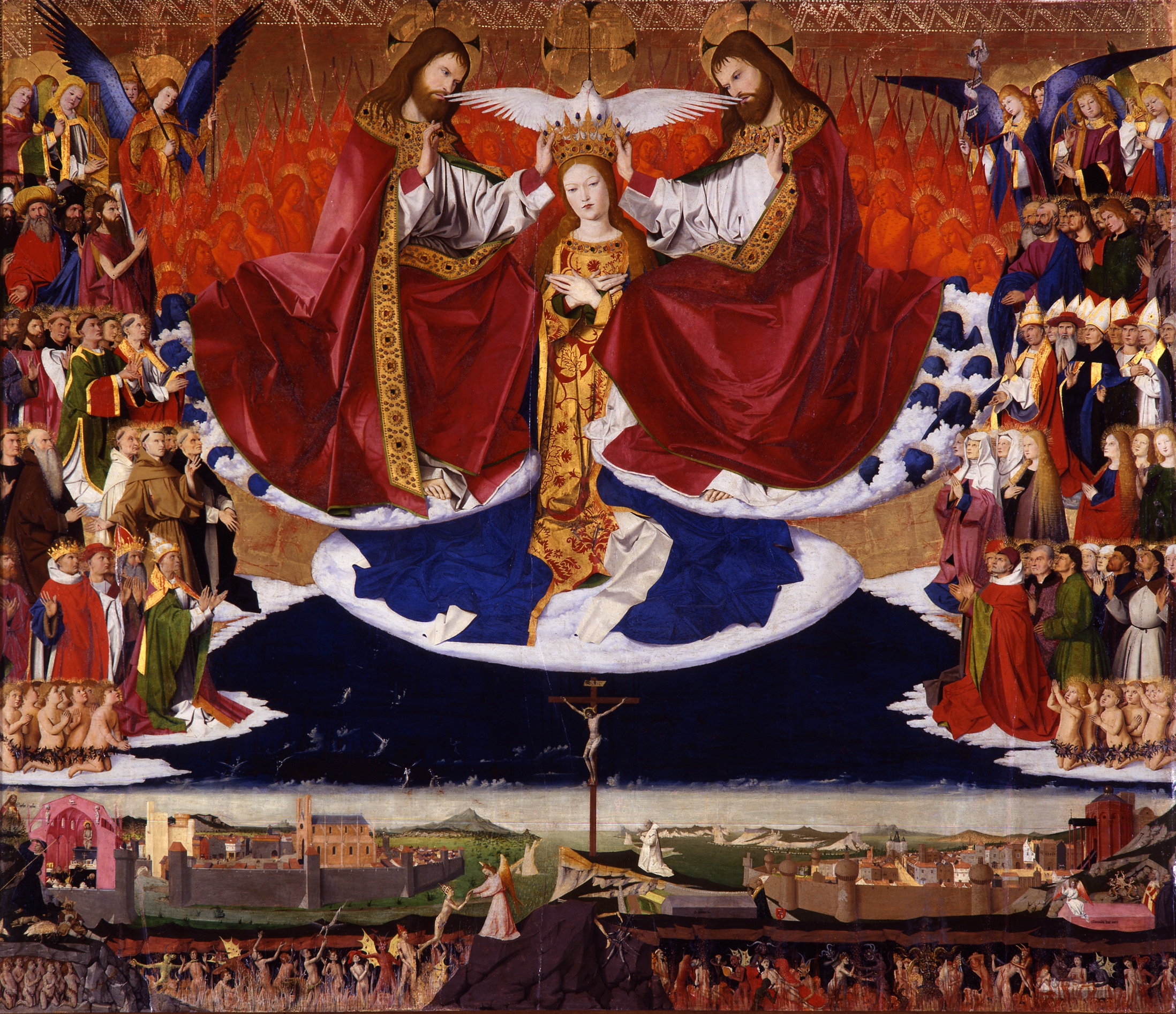
Coronación de la Virgen por Enguerrand Quarton, con Cristo y Dios Padre como figuras idénticas.

El arte en la Iglesia católica se compone de todas las obras visuales creadas con la intención de ilustrar, suplementar y retratar en forma tangible las enseñanzas de esta religión. Esto incluye esculturas, pinturas, mosaicos, arte en metal, bordado y arquitectura. El arte católico ha jugado un rol importante en la historia y en un desarrollo del arte occidental desde por lo menos el siglo IV. El principal tema en el arte católico ha sido la vida y tiempos de Jesucristo, junto con sus discípulos, los santos, y los eventos del Antiguo Testamento.
Las obras de arte católicas más tempranas que han sobrevivido son los frescos en las paredes de las catacumbas y casas de reunión de los cristianos perseguidos por el Imperio Romano. Los sarcófagos de piedra de cristianos romanos exhiben los más antiguos santuarios esculpidos de Jesucristo, María, madre de Jesús y otras figuras bíblicas. La legalización del cristianismo transformó el arte católico, que adoptó formas más ricas tales como mosaicos y manuscritos iluminados. La controversia iconoclasta separó brevemente a las iglesias de Oriente y Occidente. A partir de entonces el desarrollo artístico siguió en direcciones diferentes. El arte románico y el arte gótico florecieron en la iglesia de occidente mientras el estilo pictórico y estatuario siguió una dirección cada vez más naturalista. La Reforma protestante, produjo nuevas olas de destrucción de imágenes, a lo que la iglesia respondió con los dramáticos y emotivos estilos barroco y rococó. En el siglo XIX el liderazgo en el arte occidental se apartó de la Iglesia católica, que abrazó una renovación histórica, siendo cada vez más afectada por el movimiento modernista.

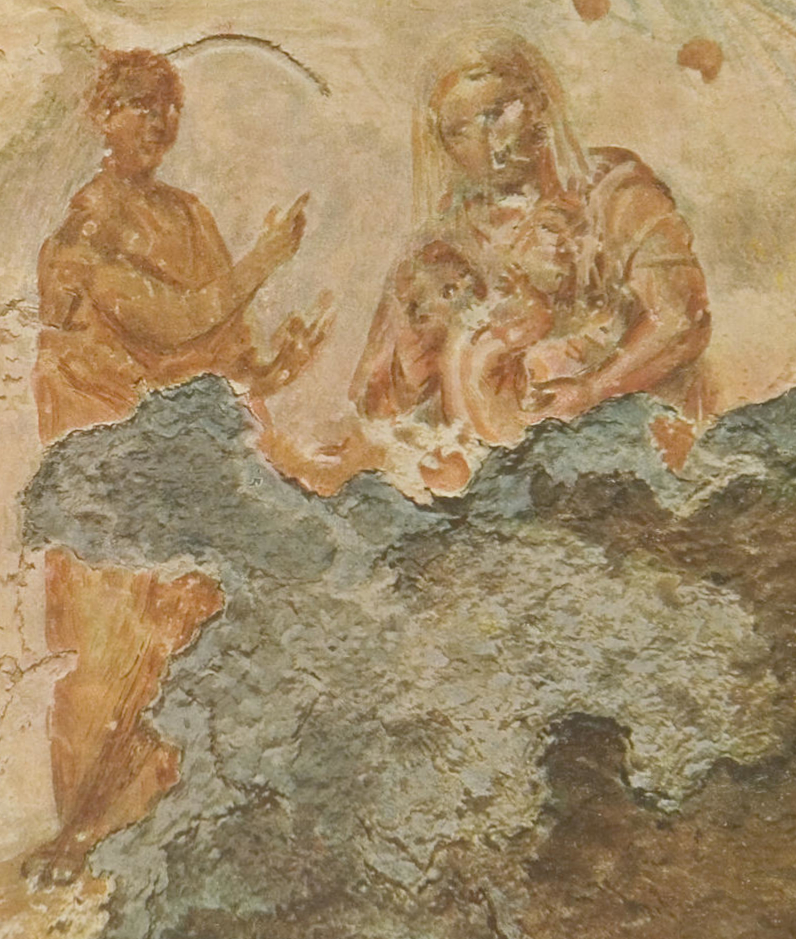
La imagen más antigua conocida de María, sosteniendo a Jesús niño. Datada del siglo II, Catacumbas de Priscila, Roma.

## Inicios
El arte católico tiene sus orígenes en el arte cristiano general, siendo este tan antiguo como el Cristianismo mismo. Las más antiguas esculturas cristianas son los sarcófagos romanos, que datan de comienzos del siglo II. Como una secta perseguida, sin embargo, las más tempranas imágenes cristianas fueron secretas e inteligibles solamente a los iniciados.

## Temas
Temas comunes del arte católico:
Vida de Jesús:
- Anunciación
- Adoración de los Reyes Magos
- Adoración de los pastores
- Bautismo de Jesús
- La Última Cena
- Juicio de Jesús
- Crucifixión
- Cristo crucificado
- Descenso de la Cruz
- Cristo muerto
- Noli me tangere
- Ascensión de Jesús

María:
- Muerte de la Virgen

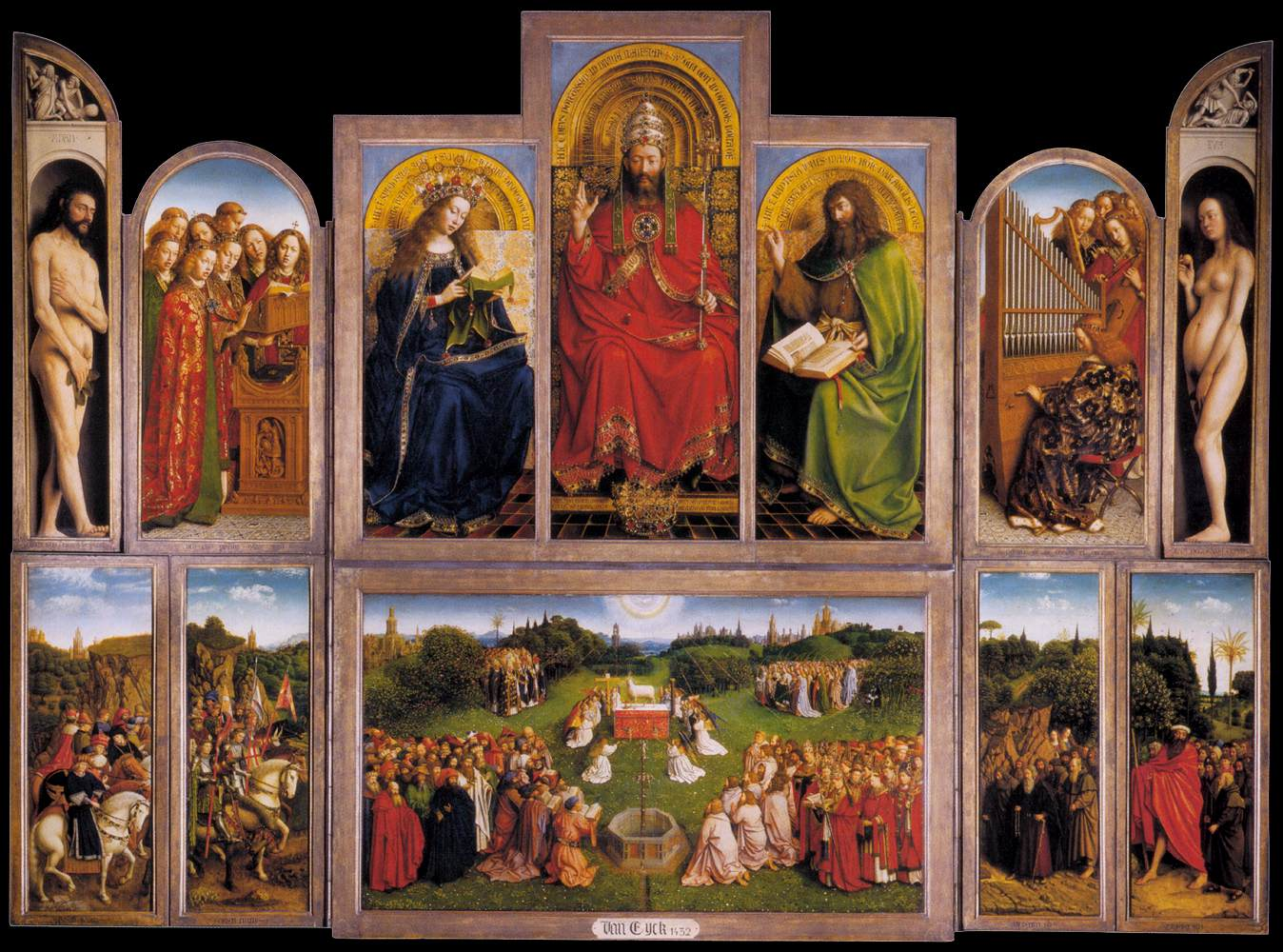
"El políptico de Gante: La Adoración del Cordero" (vista interior) pintado en 1432 por Jan van Eyck.

- Asunción de la Virgen María en el arte
- Coronación de la Virgen
- La Sagrada Familia

Otros:
- Viacrucis
- Árbol de Jesé